# Districtul Feldbach
 Districtul Feldbach are în anul 2009 o populație de 67.231 loc., ocupă suparafața de 727,26 km², fiind situat în sud-estul landului Steiermark din Austria.

## Localitățile districtului
Districtul cuprinde 55 de comune, două orașe și șapte târguri, nr. de locuitori apare în parateză
| Orașe - Fehring (Ungültiger Metadaten-Schlüssel 60410Kategorie:Wikipedia:Fehler in Vorlage Metadaten Einwohnerzahl#Ungültiger Metadaten-Schlüssel 60410) - Feldbach (Ungültiger Metadaten-Schlüssel 60411Kategorie:Wikipedia:Fehler in Vorlage Metadaten Einwohnerzahl#Ungültiger Metadaten-Schlüssel 60411) Târguri - Gnas (Ungültiger Metadaten-Schlüssel 60416Kategorie:Wikipedia:Fehler in Vorlage Metadaten Einwohnerzahl#Ungültiger Metadaten-Schlüssel 60416) - Jagerberg (Ungültiger Metadaten-Schlüssel 60422Kategorie:Wikipedia:Fehler in Vorlage Metadaten Einwohnerzahl#Ungültiger Metadaten-Schlüssel 60422) - Kirchbach in Steiermark (Ungültiger Metadaten-Schlüssel 60425Kategorie:Wikipedia:Fehler in Vorlage Metadaten Einwohnerzahl#Ungültiger Metadaten-Schlüssel 60425) - Paldau (Ungültiger Metadaten-Schlüssel 60438Kategorie:Wikipedia:Fehler in Vorlage Metadaten Einwohnerzahl#Ungültiger Metadaten-Schlüssel 60438) - Riegersburg (Ungültiger Metadaten-Schlüssel 60447Kategorie:Wikipedia:Fehler in Vorlage Metadaten Einwohnerzahl#Ungültiger Metadaten-Schlüssel 60447) - Sankt Anna am Aigen (Ungültiger Metadaten-Schlüssel 60448Kategorie:Wikipedia:Fehler in Vorlage Metadaten Einwohnerzahl#Ungültiger Metadaten-Schlüssel 60448) - Sankt Stefan im Rosental (Ungültiger Metadaten-Schlüssel 60449Kategorie:Wikipedia:Fehler in Vorlage Metadaten Einwohnerzahl#Ungültiger Metadaten-Schlüssel 60449) | Comune - Auersbach (Ungültiger Metadaten-Schlüssel 60401Kategorie:Wikipedia:Fehler in Vorlage Metadaten Einwohnerzahl#Ungültiger Metadaten-Schlüssel 60401) - Aug-Radisch (Ungültiger Metadaten-Schlüssel 60402Kategorie:Wikipedia:Fehler in Vorlage Metadaten Einwohnerzahl#Ungültiger Metadaten-Schlüssel 60402) - Bad Gleichenberg (Ungültiger Metadaten-Schlüssel 60403Kategorie:Wikipedia:Fehler in Vorlage Metadaten Einwohnerzahl#Ungültiger Metadaten-Schlüssel 60403) - Bairisch Kölldorf (Ungültiger Metadaten-Schlüssel 60404Kategorie:Wikipedia:Fehler in Vorlage Metadaten Einwohnerzahl#Ungültiger Metadaten-Schlüssel 60404) - Baumgarten bei Gnas (Ungültiger Metadaten-Schlüssel 60405Kategorie:Wikipedia:Fehler in Vorlage Metadaten Einwohnerzahl#Ungültiger Metadaten-Schlüssel 60405) - Breitenfeld an der Rittschein (Ungültiger Metadaten-Schlüssel 60406Kategorie:Wikipedia:Fehler in Vorlage Metadaten Einwohnerzahl#Ungültiger Metadaten-Schlüssel 60406) - Edelsbach bei Feldbach (Ungültiger Metadaten-Schlüssel 60407Kategorie:Wikipedia:Fehler in Vorlage Metadaten Einwohnerzahl#Ungültiger Metadaten-Schlüssel 60407) - Edelstauden (Ungültiger Metadaten-Schlüssel 60408Kategorie:Wikipedia:Fehler in Vorlage Metadaten Einwohnerzahl#Ungültiger Metadaten-Schlüssel 60408) - Eichkögl (Ungültiger Metadaten-Schlüssel 60409Kategorie:Wikipedia:Fehler in Vorlage Metadaten Einwohnerzahl#Ungültiger Metadaten-Schlüssel 60409) - Fladnitz im Raabtal (Ungültiger Metadaten-Schlüssel 60412Kategorie:Wikipedia:Fehler in Vorlage Metadaten Einwohnerzahl#Ungültiger Metadaten-Schlüssel 60412) - Frannach (Ungültiger Metadaten-Schlüssel 60413Kategorie:Wikipedia:Fehler in Vorlage Metadaten Einwohnerzahl#Ungültiger Metadaten-Schlüssel 60413) - Frutten-Gießelsdorf (Ungültiger Metadaten-Schlüssel 60414Kategorie:Wikipedia:Fehler in Vorlage Metadaten Einwohnerzahl#Ungültiger Metadaten-Schlüssel 60414) - Glojach (Ungültiger Metadaten-Schlüssel 60415Kategorie:Wikipedia:Fehler in Vorlage Metadaten Einwohnerzahl#Ungültiger Metadaten-Schlüssel 60415) - Gniebing-Weißenbach (Ungültiger Metadaten-Schlüssel 60417Kategorie:Wikipedia:Fehler in Vorlage Metadaten Einwohnerzahl#Ungültiger Metadaten-Schlüssel 60417) - Gossendorf (Ungültiger Metadaten-Schlüssel 60418Kategorie:Wikipedia:Fehler in Vorlage Metadaten Einwohnerzahl#Ungültiger Metadaten-Schlüssel 60418) - Grabersdorf (Ungültiger Metadaten-Schlüssel 60419Kategorie:Wikipedia:Fehler in Vorlage Metadaten Einwohnerzahl#Ungültiger Metadaten-Schlüssel 60419) - Hatzendorf (Ungültiger Metadaten-Schlüssel 60420Kategorie:Wikipedia:Fehler in Vorlage Metadaten Einwohnerzahl#Ungültiger Metadaten-Schlüssel 60420) - Hohenbrugg-Weinberg (Ungültiger Metadaten-Schlüssel 60421Kategorie:Wikipedia:Fehler in Vorlage Metadaten Einwohnerzahl#Ungültiger Metadaten-Schlüssel 60421) - Johnsdorf-Brunn (Ungültiger Metadaten-Schlüssel 60423Kategorie:Wikipedia:Fehler in Vorlage Metadaten Einwohnerzahl#Ungültiger Metadaten-Schlüssel 60423) - Kapfenstein (Ungültiger Metadaten-Schlüssel 60424Kategorie:Wikipedia:Fehler in Vorlage Metadaten Einwohnerzahl#Ungültiger Metadaten-Schlüssel 60424) - Kirchberg an der Raab (Ungültiger Metadaten-Schlüssel 60426Kategorie:Wikipedia:Fehler in Vorlage Metadaten Einwohnerzahl#Ungültiger Metadaten-Schlüssel 60426) - Kohlberg (Ungültiger Metadaten-Schlüssel 60427Kategorie:Wikipedia:Fehler in Vorlage Metadaten Einwohnerzahl#Ungültiger Metadaten-Schlüssel 60427) - Kornberg bei Riegersburg (Ungültiger Metadaten-Schlüssel 60428Kategorie:Wikipedia:Fehler in Vorlage Metadaten Einwohnerzahl#Ungültiger Metadaten-Schlüssel 60428) - Krusdorf (Ungültiger Metadaten-Schlüssel 60429Kategorie:Wikipedia:Fehler in Vorlage Metadaten Einwohnerzahl#Ungültiger Metadaten-Schlüssel 60429) - Leitersdorf im Raabtal (Ungültiger Metadaten-Schlüssel 60430Kategorie:Wikipedia:Fehler in Vorlage Metadaten Einwohnerzahl#Ungültiger Metadaten-Schlüssel 60430) - Lödersdorf (Ungültiger Metadaten-Schlüssel 60431Kategorie:Wikipedia:Fehler in Vorlage Metadaten Einwohnerzahl#Ungültiger Metadaten-Schlüssel 60431) - Maierdorf (Ungültiger Metadaten-Schlüssel 60432Kategorie:Wikipedia:Fehler in Vorlage Metadaten Einwohnerzahl#Ungültiger Metadaten-Schlüssel 60432) - Merkendorf (Ungültiger Metadaten-Schlüssel 60433Kategorie:Wikipedia:Fehler in Vorlage Metadaten Einwohnerzahl#Ungültiger Metadaten-Schlüssel 60433) - Mitterlabill (Ungültiger Metadaten-Schlüssel 60434Kategorie:Wikipedia:Fehler in Vorlage Metadaten Einwohnerzahl#Ungültiger Metadaten-Schlüssel 60434) - Mühldorf bei Feldbach (Ungültiger Metadaten-Schlüssel 60435Kategorie:Wikipedia:Fehler in Vorlage Metadaten Einwohnerzahl#Ungültiger Metadaten-Schlüssel 60435) - Oberdorf am Hochegg (Ungültiger Metadaten-Schlüssel 60436Kategorie:Wikipedia:Fehler in Vorlage Metadaten Einwohnerzahl#Ungültiger Metadaten-Schlüssel 60436) - Oberstorcha (Ungültiger Metadaten-Schlüssel 60437Kategorie:Wikipedia:Fehler in Vorlage Metadaten Einwohnerzahl#Ungültiger Metadaten-Schlüssel 60437) - Perlsdorf (Ungültiger Metadaten-Schlüssel 60439Kategorie:Wikipedia:Fehler in Vorlage Metadaten Einwohnerzahl#Ungültiger Metadaten-Schlüssel 60439) - Pertlstein (Ungültiger Metadaten-Schlüssel 60440Kategorie:Wikipedia:Fehler in Vorlage Metadaten Einwohnerzahl#Ungültiger Metadaten-Schlüssel 60440) - Petersdorf II (Ungültiger Metadaten-Schlüssel 60441Kategorie:Wikipedia:Fehler in Vorlage Metadaten Einwohnerzahl#Ungültiger Metadaten-Schlüssel 60441) - Pirching am Traubenberg (Ungültiger Metadaten-Schlüssel 60442Kategorie:Wikipedia:Fehler in Vorlage Metadaten Einwohnerzahl#Ungültiger Metadaten-Schlüssel 60442) - Poppendorf (Ungültiger Metadaten-Schlüssel 60443Kategorie:Wikipedia:Fehler in Vorlage Metadaten Einwohnerzahl#Ungültiger Metadaten-Schlüssel 60443) - Raabau (Ungültiger Metadaten-Schlüssel 60444Kategorie:Wikipedia:Fehler in Vorlage Metadaten Einwohnerzahl#Ungültiger Metadaten-Schlüssel 60444) - Raning (Ungültiger Metadaten-Schlüssel 60445Kategorie:Wikipedia:Fehler in Vorlage Metadaten Einwohnerzahl#Ungültiger Metadaten-Schlüssel 60445) - Schwarzau im Schwarzautal (Ungültiger Metadaten-Schlüssel 60450Kategorie:Wikipedia:Fehler in Vorlage Metadaten Einwohnerzahl#Ungültiger Metadaten-Schlüssel 60450) - Stainz bei Straden (Ungültiger Metadaten-Schlüssel 60451Kategorie:Wikipedia:Fehler in Vorlage Metadaten Einwohnerzahl#Ungültiger Metadaten-Schlüssel 60451) - Studenzen (Ungültiger Metadaten-Schlüssel 60452Kategorie:Wikipedia:Fehler in Vorlage Metadaten Einwohnerzahl#Ungültiger Metadaten-Schlüssel 60452) - Trautmannsdorf in Oststeiermark (Ungültiger Metadaten-Schlüssel 60453Kategorie:Wikipedia:Fehler in Vorlage Metadaten Einwohnerzahl#Ungültiger Metadaten-Schlüssel 60453) - Unterauersbach (Ungültiger Metadaten-Schlüssel 60454Kategorie:Wikipedia:Fehler in Vorlage Metadaten Einwohnerzahl#Ungültiger Metadaten-Schlüssel 60454) - Unterlamm (Ungültiger Metadaten-Schlüssel 60455Kategorie:Wikipedia:Fehler in Vorlage Metadaten Einwohnerzahl#Ungültiger Metadaten-Schlüssel 60455) - Zerlach (Ungültiger Metadaten-Schlüssel 60456Kategorie:Wikipedia:Fehler in Vorlage Metadaten Einwohnerzahl#Ungültiger Metadaten-Schlüssel 60456) |

|  |